# سمه علي ينوف الأول
سمه علي ينوف الأول (بالسبئية s1mhʿly Ynf S1umuʿalī Yanūf)، وهو ابن يدعئيل ذريح، وكان حاكم (مكرب) مملكة سبأ العربية الجنوبية القديمة. قدر هيرمان فون ويسمان حكمه حوالي 660 قبل الميلاد. بينما قدره كينيث كيتشن حوالي 470-455 قبل الميلاد.
ورد ذكر سمه علي ينوف الأول في ثلاثة نقوش. في إحداها، من صخرة على بعد 8 كيلومترات جنوب مأرب، مذكور فيها فقط اسم الحاكم وأدعية ثالوث الآلهة السبئية. هناك أيضًا نقش آخر من مبنى في نشق يذكر سمه علي ينوف الأول بصفته الباني. أطول نقش يذكره ويعتبر شاهدة رائعة مزينة بنقوش الوعل من حرم في جبل اللوذ في الطرف الشمالي الشرقي من الجوف. لا يمكن تحديد خليفة سمه علي ينوف على وجه اليقين.

## المؤلفات
- والتر دبليو مولر (محرر.) / هيرمان فون ويسمان: قصة سبأ الثاني. الإمبراطورية السبئية العظيمة حتى نهايتها في أوائل القرن الرابع ما قبل الميلاد مركز حقوق الإنسان. (الأكاديمية النمساوية للعلوم، الطبقة الفلسفية التاريخية. تقارير الاجتماعات، المجلد 402) Verlag der Österreichischen Akademie der Wissenschaften Wien ، 1982 ISBN 3700105169 (في Sumuhuali Yanuf II.: ص 219-224)